# Marie-Pierre d'Udekem d'Acoz
Gravin Bernard d'Udekem d'Acoz (Gent, 20 april 1966), geboren jonkvrouw Marie-Pierre Verhaegen, is een Belgische historica, specialiste van de geschiedenis van het Belgisch verzet in de Tweede Wereldoorlog.

## Levensloop
Na middelbare studies (1977-1983) aan het Instituut Nieuwen Bosch in Gent, studeerde ze aan de Rijksuniversiteit Gent. Na de kandidatuur in de rechten (1983-1985) behaalde ze met onderscheiding het licentiaat hedendaagse geschiedenis (1985-1990). Haar licentiaatsverhandeling behandelde Merelbeke in de oorlog. Analyse en situering van het verzet in een plattelandsgemeente, 1940-1944. 
Marie-Pierre d'Udekem volbracht opeenvolgende beroepsactiviteiten:
- Bediende in boekhandel Herckenrath, Gent (1991-1995).
- Redactiesecretaresse van de Bijdragen tot de Eigentijdse Geschiedenis/Cahiers d'Histoire du Temps présent (1996-1997), een uitgave van het CegeSoma.
- Onderzoekster, verbonden aan het CegeSoma (1998-1999).

Ze volbracht daarnaast een aantal mandaten en functies:
- Effectief lid van de État présent de la noblesse du Royaume de Belgique (2002-2015).
- Lid van de commissie van het Koninklijk Instituut van Mesen (2010-2016).
- Lid van de raad van bestuur van de Vereniging van de Adel van het Koninkrijk België (2006-2021).
- Voorzitster van de afdeling West-Vlaanderen van de Vereniging van de Adel van het koninkrijk België (2006-2021).
- Redactiesecretaresse (1996-2018) en hoofdredactrice (sinds 2018) van het Bulletin van de Vereniging van de Adel van het Koninkrijk België/Bulletin de l'Association de la Noblesse du Royaume de Belgique.

## Familie
Marie-Pierre Verhaegen is 
- Een dochter van baron Pierre Verhaegen (1923-1997), burgemeester van Merelbeke, advocaat en verzetsheld, en van Michelle d'Hoop de Synghem (1927-2014).
- Een kleindochter van Jean-Baptiste Verhaegen (1892-1945), schepen van Merelbeke, advocaat en verzetsheld, in Duitse gevangenschap omgekomen. Hij was het tiende en jongste kind van baron Arthur Verhaegen (1847-1917), voorvechter van de christendemocratie en promotor van de neogotiek, die zelf een kleinzoon was van Pierre-Théodore Verhaegen, grootmeester van het Grootoosten van België en medestichter van de Université libre de Bruxelles.

Marie-Pierre is in 1998 getrouwd met burgerlijk ingenieur Bernard d’Udekem d’Acoz. Ze hebben drie kinderen. In 2000 ontvingen ze, naar aanleiding van het huwelijk van hun nicht Mathilde d'Udekem d'Acoz met prins Filip van België, samen met hun kinderen en andere familieleden, de titel graaf en gravin, overdraagbaar op de verdere nakomelingen-naamdragers.

## Publicaties

### Boeken
- Pour le Roi et la Patrie. La noblesse belge dans la Résistance, Brussel, Racine, 2002, 500p.
- Voor Koning en Vaderland. De Belgische adel in het Verzet, Tielt, Lannoo, 2002, 488 p.
- Andrée De Jongh. Une vie de résistante, Brussel, Racine, 2016, 269 p.

### Artikels
- De adellijke traditie en het verzet: de casus Gent, Seminarie CegeSoma, 1991.
- Bijdragen voor het weekblad De Oorlogskranten, 1992-1993.
- La participation de la noblesse belge à la Résistance, Colloquium “La Résistance et les Européens du Nord”, 1994.
- Bijdragen in Pierre-Théodore Verhaegen, l'homme, sa vie, sa légende. Bicentenaire d'une naissance, Brussel, ULB, 1996.
  - Pierre-Théodore Verhaegen. L'homme et sa famille.
  - La carrière politique de Pierre-Théodore Verhaegen.
  - (samen met Jeffrey THYSSEN) La fin de Verhaegen.
  - (samen met Paul VERHAEGEN) La descendance de Pierre-Théodore Verhaegen.
  - (samen met Paul VERHAEGEN) Paul Verhaegen (1859-1950), magistrat et historien.
- Arthur-Philippe Verhaegen o.s.b., in: Nouvelle biographie nationale de Belgique, Tome X, Brussel, 2010.

## Eerbetoon
- Laureaat van de Prijs Geheim Leger 2004 voor Voor Koning en Vaderland.
- Laureaat van de Prijs Geheim Leger 2018 voor Andrée de Jongh.